# Erra (Sonda)
Koordinaten: 59° 22′ N, 26° 59′ O
Erra (deutsch Erras) ist ein Dorf (estnisch alevik) in der Landgemeinde Lüganuse (Lüganuse vald). Es liegt im Kreis Ida-Viru (Ost-Wierland) im Nordosten Estlands.

## Beschreibung
Das Dorf hat 177 Einwohner (Stand 1. Januar 2009). Es liegt nördlich der Stadt Kiviõli.

## Gut Erra
Das Gut von Erra existierte bereits im 15. Jahrhundert, wurde aber dann vernichtet. Es entstand Mitte des 16. Jahrhunderts erneut. Urkundlich ist es seit 1547 belegt.
Anfang des 19. Jahrhunderts stand das Gut im Eigentum der adligen deutschbaltischen Familie Essen. 1887 ging der Besitz auf die Familie Kursell über. Sie blieben auch nach der Enteignung im Zuge der estnischen Landreform von 1919 Eigentümer des Restguts bis zur von Hitler angeordneten Umsiedlung der Deutschbalten aus dem Baltikum 1939.
Das eingeschossige Herrenhaus aus Holz entstand Ende des 19. Jahrhunderts. Es stand in den 1980er und 1990er Jahren leer und ist inzwischen verfallen. Auch die Nebengebäude sind entweder nur noch Ruinen oder wurden bereits abgerissen.